# イラクの国章
イラクの国章（イラクのこくしょう）は、イラクの象徴の一つ。この国章は20世紀の汎アラブ主義の中でシンボルとなった金の鷲（サラディンの鷲）をあしらっている。鷹の胸にはイラクの国旗の図柄の盾を抱え、足のかぎづめで「イラク共和国（al-Jumhuriya al-`Iraqiya、アラビア語:  الجمهورية العراقية ）」と書かれた帯を持っている。
1958年の、アブドルカリーム・カーシム准将によるクーデター（7月14日革命）で成立したイラク共和国成立時の国章は星に小麦の穂という図柄であった。これは古代メソポタミアのシャマシュのシンボル（四芒星に波型）とイシュタルのシンボル（八芒星）を組み合わせたものに、社会主義のシンボル（農業を示す小麦と工業を示す歯車）を加えたもので、メソポタミア文明の歴史を強調してイラク地域のナショナリズムを表現するとともに汎アラブ主義のシンボルを回避したデザインであった。
1963年には汎アラブ主義を掲げるバアス党が政権を奪取し、エジプト（アラブ連合共和国）・シリアとの統合を模索していた1965年にはエジプトの国章とも共通する鷹が国章となった。
制定された際はイラク国旗の図柄は縦に描かれ、国旗中の「アラーフ・アクバル」の文字もなかった。1991年の新国旗制定後に国旗の図柄は横になり、さらに2004年4月26日、サダム政権崩壊後の新国旗とともに、「アッラーフ・アクバル」をクーフィー書体に変えた図柄が制定された。現在の国章は2008年1月22日の新国旗制定に伴い改定されたものであり、バアス党時代を思わせる三つの緑の星が取り除かれている。

## ギャラリー

1958年までのイラク王国の国章
1958年から1965年にかけてのイラク共和国の国章
1965年から1991年にかけてのイラク共和国の国章
1991年から2004年にかけてのイラクの国章
2004年から2008年にかけてのイラクの国章